# 鲁迅 (电影)
《鲁迅》是由丁荫楠执导的电影，于2005年9月9日在中国大陆上映。主演為濮存昕等人。該片高度还原了鲁迅1933年至1936年的經歷。